# Little Eversden
Little Eversden è un villaggio e parrocchia civile dell'Inghilterra, appartenente alla contea del Cambridgeshire.